# Rozdział 27
Rozdział 27 (Chapter 27) – film opowiadający o zabójstwie Johna Lennona – muzyka i niegdyś członka zespołu The Beatles. Reżyser opisuje w nim trzy dni z życia mordercy Marka Chapmana, do śmierci Lennona. Film oparty na książce Let Me Take You Down Jacka Jonesa.

## Tytuł
Tytuł filmu nawiązuje do Buszującego w zbożu autorstwa J.D. Salingera. Chapman utożsamiał się z bohaterem powieści. Książka ma dwadzieścia sześć rozdziałów, natomiast życie zabójcy, do morderstwa Lennona włącznie, sugeruje dwudziesty siódmy.

## Obsada
- Jared Leto – Mark David Chapman
- Mark Lindsay Chapman – John Lennon
- Lindsay Lohan – Jude
- Ursula Abbott – Jeri
- Dan Schultz – Steve
- Kate Higgins – Gloria
- Brian O’Neill – Patrick
- Matthew Humphreys – Frederic
- Judah Friedlander – Paul
- Le Clanché du Rand – Helen
- Yuuki Hosokawa – Sean Lennon
- Jaime Tirelli – José
- Michael Sirow – Joseph
- Mariko Takai – Yoko Ono